# ロイ・グッドマン
ロイ・グッドマン（Roy Goodman,1951年1月26日 - ）は、イギリスの指揮者、ヴァイオリニスト。サリー州ギルフォードの生まれ。キングズ・カレッジで当初は声楽を学び、王立音楽大学でヴァイオリンを学ぶ。バロック・バイオリンの名手として様々な古楽器オーケストラで演奏する一方、指揮者（鍵盤奏者）としてハノーヴァー・バンドの音楽監督を務めるなど、時代考証に基づいた指揮活動を行っている。
| 先代 ? | ハノーヴァー・バンド首席指揮者 1986年 - 1994年                   | 次代 アントニー・ハルステッド       |
| 先代 - | EUバロック管弦楽団音楽監督 1989年 - 2004年                       | 次代 ラース・ウルリク・モーテンセン |
| 先代 ? | ウメオ交響楽団首席指揮者 ノールランド歌劇場首席指揮者 1996年 - ? | 次代 ?                              |